# Idioma andoa-shimigae
La lengua andoa shimigae, también llamada andoa, shimigae, gae, gay o siaviri pertenece a la familia lingüística záparo. La lengua se halla probablemente extinta.
Los orígenes del grupo étnico se remontan a tres grupos originales con escasas diferencias culturales y lingüísticas: andoa, shimigae y gae. Los vecinos del grupo eran de familia lingüística jivaroana, los achwar y los jíbaro del río Corrientes. En la zona también era usual el quechua del Pastaza, que con el tiempo se ha convertido en la lengua hegemónica del área.

## Distribución geográfica
El andoa se hablaba en la zona amazónica del Perú, en la región Loreto, provincia de Alto Amazonas, distrito de Pastaza sobre el río del mismo nombre, próximo a la frontera con Ecuador. También en el cantón Pastaza, en la provincia del mismo nombre perteneciente a Ecuador.

## Número de hablantes
Solís [1987] estimaba 5 hablantes en 1975. Los restantes miembros del grupo étnico, conformado por unas 150 personas hacia 1950, hablaban la variante dialectal del Pastaza del quechua (de la familia Quechua II B). Wise [1999] calcula el grupo étnico entre 150 y 200 personas, y concuerda con Gordon [2005] en afirmar que la lengua se extinguió en 1993 con la muerte del último hablante conocido.